# 李娥姿
李娥姿（535年—588年），北周宣帝宇文赟、汉王宇文赞生母。

## 生平
554年，西魏大将于谨攻陷江陵（今湖北荆州）杀了梁元帝萧绎，将江陵十多万平民百姓掳掠到西魏都城长安，李娥姿全家就在其中。
李娥姿到了长安，西魏权臣宇文泰觉得李娥姿面貌姣好，就将她赐给四子宇文邕做妾。之后，她得宇文邕的宠爱，“后得亲幸”。559年，李娥姿生下了后为宣帝的儿子宇文赟。后又生下宇文邕的次子宇文赞。宣政元年（578年）七月，武帝宇文邕死后，宇文赟继位为宣帝。宇文赟尊生母李娥姿为帝太后；大象元年（579年）二月，宇文赟传位于儿子，改李娥姿为天元帝太后；七月，又尊为天皇太后；二年（580年），尊李娥姿为天元圣皇太后。册文曰：
天元皇帝臣赟，奉玺绶册，谨上天皇太后尊号曰天元圣皇太后。伏惟月精效祉，坤灵表贶，瑞肇丹陵，庆流华渚。虽率由令典，夙奉徽号，而因心尽敬，未极尊名。是用思弘称首，上昭圣德，敢竭诚敬，永绥福履。显扬慈训，贻厥孙谋。
五月，宣帝崩，其子周静帝尊祖母李娥姿为太帝太后。581年二月，北周灭亡，隋朝建立，隋文帝为绝后患，杀静帝二弟、宇文赞及其诸子，不久后亦杀静帝。三月，晚年先后喪子喪孫的李娥姿“出俗为尼，改名常悲”。开皇八年（588年），五十三岁的李娥姿去世，隋朝“以尼礼葬于京城南”。

## 延伸阅读
[在维基数据编辑]
 《周書/卷09》，出自令狐德棻《周書》
 《北史·卷014》，出自李延壽《北史》